# The Kryptonite Sparks
The Kryptonite Sparks, abreviat ca TKS, este o formație românească de indie rock formată în Botoșani în 2009.
Trupa este compusă din Călin-Răzvan Diaconu la voce și chitară, Rareș Diaconu la chitară bas și voce, Ștefan “Șteff” Boriceanu la baterie.
Au lansat un album live: „Fac Io, Nu Fac Io” (2019), două discuri extended play: „The Kryptonite Sparks" (2013), „Doi // A Doua Undă De Bruiaj” (2016) și paisprezece single-uri.
„Și Golanii Beau Ceai” (2016) a fost primul lor single #1 pe Radio Guerrilla Top 40 charts, urmat de „Ne Ascundem” (2017), „Noapte În Nord” (2017), „Interlocutor” (2018) and „3301_(Suflete_în_Ghiozdan)” (2021).
Formația a participat la festivaluri precum Electric Castle, SummerWell, Peninsula. Au ținut multiple turnee naționale Romania, cât și internaționale în Franța, Serbia, Bulgaria și Grecia. Au câștigat premii precum „Best Alternative Newcomer 2014/2015” oferit de Metalhead Awards.

## Discografie
Extended play
- The Kryptonite Sparks (2013)
- Doi // A Doua Undă De Bruiaj (2016)

Single
- Scântei (2013)
- Nu Vreau Nimic (2014)
- Și Golanii Beau Ceai (2016)
- Ne Ascundem (2017)
- Noapte În Nord (2017)
- Interlocutor (2018)
- Până Acasă La Ai Mei (2018)
- Cine Râde La Urmă (2020)
- Sincrodestin (2021)
- 3310_suflete_în_ghiozdan (2021)
- Dacă Vii Azi (2021)
- August (2022)
- Entropica (2022)
- La Sfârșit (2023)
- Colindă În Prag (2023)
- La Tine Acasă (2024)

Albume live
- Fac Io, Nu Fac Io (2019)